# ستسمین
ستسمین (به لهستانی:  Secemin) یک روستا در لهستان است که در گمینا ستسمین واقع شده‌است. ستسمین ۱٬۶۰۰ نفر جمعیت دارد.